# Potential (fysik)
Et potential (mere præcist et skalart potential) beskriver et objekts potentielle energi i hvert punkt i rummet. Alt afhængigt af potentialet kan det også referere til den potentielle energi pr. fx masse eller elektrisk ladning, som det er tilfældet for det elektriske potential.
I klassisk mekanik er en konservativ kraft {\displaystyle {\vec {F}}} lig med den negative gradient til potentialet {\displaystyle V}:
{\displaystyle {\vec {F}}=-\nabla V}
Her er {\displaystyle \nabla } nabla-operatoren, og potentialet beskriver den potentielle energi.